# 반짝반짝 달님이
《반짝반짝 달님이》는 토이트론과 선우앤컴퍼니에서 만든 대한민국의 애니메이션으로, 2021년 4월 8일부터 11월 11일까지 KBS 1TV에서 방영했으며,  2022년 10월 27일부터 2023년 2월 9일까지 2기를 방영했다.

## 방송 일시
| 방송 채널 | 방송일                            | 방송 시간 |
| --------- | --------------------------------- | --------- |
| KBS 1TV   | 2021년 4월 8일 ~ 11월 11일        | 종료      |
| KBS 1TV   | 2022년 10월 27일 ~ 2023년 2월 9일 | 종료      |

## 등장 인물
- 달님이
- 써니
- 별이
- 아빠
- 엄마
- 달콩이
- 지은이 언니
- 하늘이
- 밀크
- 초코
- 달토끼

## 목소리 출연
- 설가은(1기) → 채율희(2기): 달님이
- 강은애: 엄마, 별이
- 윤용식: 아빠
- 임채헌: 할아버지, 후크 선장
- 송하림: 써니, 밀크, 달토끼
- 김가령: 달콩이, 지은이 언니
- 남도형: 피터팬
- 전숙경: 소방관 언니
- 김은아: 동물병원 의사
- 이준용: 달팽이
- 신용우: 그 외

## 제작진
- 책임프로듀서: 김자현(1,2기), 박성주(1기)
- 프로듀서, 연출: 이순주(1기), 목훈(1,2기)
- 원작: 토이트론 (언급되지 않음)
- 제작총괄: 강문주
- 공동제작: 배영숙
- 총감독: 이병직
- 기획: 선우앤컴퍼니, 토이트론
- 기획 프로듀서: 조동한, 이현미
- 제작 프로듀서: 조홍철
- 시나리오 슈퍼바이저: 강문주
- 시나리오: 백지현
- 시나리오 개발: 조동한, 이현미, 이병직, 조홍철, 홍성현, 안승익, 이규연
- CG 슈퍼바이저: 조장환
- 콘셉트 디자인: 민중기, 이주은, 남궁민혜, 이민아, 고은별
- 에피소드 디자인: 이주은, 박현희, 정혜원, 남궁민혜, 이민아, 고은별, 오희원
- 연출: 송인욱, 안승익, 이주은
- 스토리보드: 류은전, 공영석, ㈜아이곤
- 라인 프로듀서: 샤론고, 정용현, 이민규, 박혜련
- 프로덕션 코디네이터: 강제현
- 3D모델링 리드: 유재하
- 3D모델링: 김지언, 송태진, 정선균, 유수민, 웡킷맹
- 3D애니메이션: 엄중현, 강유림, 최민석, 권유란, 신미나, 정태연, 이정두, 진우철, 김혜민, 원지영, 김아란, 한연수, 정명희, 안병은, 이광일, 민고은, 이성욱, 스탠리몽청번
- 라이팅/렌더/합성: 최유진, 임완혁, 강준혁, 레오택
- 애니메이션 제작: 선우앤컴퍼니
- 제작협력업체: 픽셀라인스튜디오(1,2기), (주)드림팩토리(1,2기), (주)아이콘픽쳐스(1기), 웨스토, 토이푸딩, 나무(2기)
- 음악감독: 신경미
- 편곡: 오승현, 지혜
- 믹싱: 오승현
- 악보: 정나영
- 레코딩: 고검재, 이경수
- 주제가 작사: 강문주, 신경미
- 주제가 작곡: 신경미
- 엔딩곡 작사: 이병직, 신경미
- 엔딩곡 작곡: 신경미
- 삽입곡 작곡/작사: 신경미
- 주제가/엔딩/삽입곡 노래: 설가은, 강은애, 송하림, 김가령, 윤용식, 임채헌, 임미영, 박두희, 강인대
- 코러스: 고건우, 오유라, 오유주, 오유하, 오윤서, 정윤
- 포스트 프로덕션 프로듀서: 홍성현
- 더빙 슈퍼바이저: 조일오
- 더빙 연출: 계인선(1기) → 이원희(2기)
- 녹음,믹싱: 전재민(1기) → 박상우, 안호성(2기)
- 녹음 지원: 심은국(2기)
- 편집: 남종현(1,2기)
- 안무: 정지아(1,2기), 심상희(1기), 임유진(1,2기)
- 사업, 마케팅: 조원식, 이헌구, 조동한(1,2기), 이혜옥, 육수정, 전경진, 이영은, 이지혜, 조윤아(2기), 이규연, 이현미, 어미혜(1기)
- 회계,관리: 이신환, 이영미
- 원작완구: 토이트론
- 제작지원: 한국콘텐츠진흥원
- 홈페이지: 김하늘(KBS 미디어)
- 종합편집: 이수은(1,2기)
- 자막 디자인: 황은서(1,2기)
- 조연출:차한결(1,2기)
- 기획: KBS
- 제작: 선우앤컴퍼니, 토이트론
- 저작권: 선우앤컴퍼니, 토이트론 All rights reserved.

## 1기
| 회차       | 제목                 | 방송 일자        |
| ---------- | -------------------- | ---------------- |
| 1화        | 새로운 친구          | 2021년 4월 8일   |
| 2화        | 마당에서 캠핑        | 2021년 4월 15일  |
| 3화        | 밀크네 집 만들기     | 2021년 4월 22일  |
| 4화        | 햄스터가 사라졌어요! | 2021년 4월 29일  |
| 5화        | 엄마와 데이트        | 2021년 5월 13일  |
| 6화        | 공주님이 되고싶어요  | 2021년 5월 20일  |
| 7화        | 아주 특별한 케이크   | 2021년 5월 27일  |
| 8화        | 범인을 잡아라!       | 2021년 6월 3일   |
| 9화        | 아이스크림 가게      | 2021년 6월 10일  |
| 10화       | 의사가 될 거야       | 2021년 6월 17일  |
| 11화       | 아주 커다란 그림     | 2021년 7월 1일   |
| 12화       | 동생은 귀찮아 1      | 2021년 7월 8일   |
| 13화       | 동생은 귀찮아 2      | 2021년 7월 15일  |
| 14화       | 소방관 달님이        | 2021년 7월 22일  |
| 15화       | 나 어렸을 때         | 2021년 8월 12일  |
| 16화       | 재미있는 화장놀이    | 2021년 8월 19일  |
| 17화       | 아기 돌보기          | 2021년 9월 2일   |
| 18화       | 장수풍뎅이를 키워요  | 2021년 9월 9일   |
| 19화       | 가족 음악회          | 2021년 9월 23일  |
| 20화       | 마녀 할머니          | 2021년 9월 30일  |
| 21화       | 내 친구 달토끼       | 2021년 10월 7일  |
| 22화       | 아빠의 생신          | 2021년 10월 14일 |
| 23화       | 아기 오리 뚱이       | 2021년 10월 21일 |
| 24화       | 발레리나 달님이      | 2021년 10월 28일 |
| 25화       | 백설공주 달님이 1    | 2021년 11월 4일  |
| 최종화(26) | 백설공주 달님이 2    | 2021년 11월 11일 |

## 2기
| 회차       | 제목                         | 방송 일자        |
| ---------- | ---------------------------- | ---------------- |
| 1화        | 달님이의 친구 달토끼         | 2022년 10월 27일 |
| 2화        | 내 친구 돌고래               | 2022년 11월 3일  |
| 3화        | 달달 구조대                  | 2022년 11월 10일 |
| 4화        | 씽씽 캠핑카                  | 2022년 11월 17일 |
| 5화        | 잠옷 파티                    | 2022년 11월 24일 |
| 6화        | 슈퍼 방귀 내동생             | 2022년 12월 8일  |
| 7화        | 소중한 나의 꿈               | 2022년 12월 22일 |
| 8화        | 아기 공룡 핑크 1             | 2022년 12월 30일 |
| 9화        | 아기 공룡 핑크 2             | 2023년 1월 5일   |
| 10화       | 마법의 아이스크림            | 2023년 1월 19일  |
| 11화       | 스타가 될거야                | 2023년 1월 26일  |
| 12화       | 피터팬과 함께 크리스마스를 1 | 2023년 2월 2일   |
| 최종화(13) | 피터팬과 함께 크리스마스를 2 | 2023년 2월 9일   |